# فهرست قهرمانان جهان و المپیک کشتی فرنگی مردان
رقابت‌های کشتی فرنگی از بازی‌های المپیک در سال ۱۸۹۶ آغاز شد؛ فیلا برگزاری مسابقات قهرمانی جهان کشتی فرنگی را از سال ۱۹۰۴ آغاز کرد.

## پرافتخارترین قهرمانان جهان و المپیک

### ۱۲ قهرمانی
الکساندر کارلین، ۱۹۹۹–۱۹۸۸

### ۱۰ قهرمانی
میخایین لوپز، ۲۰۲۴–۲۰۰۵

### ۷ قهرمانی
والری رزانتسف، ۱۹۷۶–۱۹۷۰
 حمید سوریان، ۲۰۱۴–۲۰۰۵

### ۶ قهرمانی
نیکولای بالبوشین، ۱۹۷۹–۱۹۷۳

### ۵ قهرمانی
ایشتوان کوزما، ۱۹۶۸–۱۹۶۲
 رومن روروا، ۱۹۷۰–۱۹۶۶
 ویکتور ایگومنف، ۱۹۷۱–۱۹۶۶
 پتار کیروف، ۱۹۷۴–۱۹۶۸
 الکساندر توموف، ۱۹۷۹–۱۹۷۱
 گوگی کوگواشویلی، ۱۹۹۹–۱۹۹۳
 حمزه یرلی‌کایا، ۲۰۰۵–۱۹۹۳
  آرمن نازاریان، ۲۰۰۳–۱۹۹۶
 رومن ولاسوف، ۲۰۲۱–۲۰۱۱
 آرتور آلکسانیان، ۲۰۲۲–۲۰۱۴
 رضا کایالپ، ۲۰۲۲–۲۰۱۱

## پرافتخارترین تیم‌ها
فهرست زیر شامل عناوین قهرمانی تیم‌ها در رقابت‌های قهرمانی جهان و عنوان قهرمانی غیررسمی تیمی در بازی‌های المپیک است؛ اگرچه هیچ رده‌بندی رسمی تیمی برای بازی‌های المپیک وجود ندارد.

### ۵۴ قهرمانی
/  /  /  اتحاد جماهیر شوروی / روسیه / فدراسیون کشتی روسیه: ۲۰۲۱–۱۹۵۲

### ۷ قهرمانی
سوئد: ۱۹۵۰–۱۹۰۸

### ۵ قهرمانی
اتریش: ۱۹۲۰–۱۹۰۴
 فنلاند: ۱۹۲۴–۱۹۱۱

### ۴ قهرمانی
آلمان: ۱۹۲۸–۱۸۹۶

### ۳ قهرمانی
کوبا: ۲۰۲۱–۲۰۰۱
 ترکیه: ۲۰۲۲–۲۰۰۶
 ایران: ۲۰۲۴–۲۰۱۲

### ۲ قهرمانی
ایالات متحدهٔ آمریکا: ۲۰۰۷–۱۹۸۴
 جمهوری آذربایجان: ۲۰۲۴–۲۰۲۳

### ۱ قهرمانی
دانمارک: ۱۹۰۷
 بلغارستان: ۱۹۷۱
 لهستان: ۱۹۹۶
 گرجستان: ۲۰۰۳
 مجارستان: ۲۰۰۵